# یواس‌اس رادی (ای‌ام-۳۸۰)
یواس‌اس رادی (ای‌ام-۳۸۰) (به انگلیسی: USS Ruddy (AM-380)) یک کشتی بود که طول آن ۲۲۱ فوت ۲ اینچ (۶۷٫۴۱ متر) بود. این کشتی در سال ۱۹۴۴ ساخته شد.